# Julie Petříková
Julie Petříková (* 5. února 2004 Ostrava) je česká reprezentantka v sedmičkovém a patnáctkovém ragby. 
V roce 2023 vybojovala s českou reprezentací Ragby VII třetí místo na Evropských hrách v Krakově.